# رستاق (مقاطعة داراب)
رستاق (بالفارسية: رستاق) هي قرية تقع في إيران في Rostaq Rural District. يقدر عدد سكانها بـ 3,519 نسمة .